# Группа Ульбрихта
Группа У́льбрихта (нем. Gruppe Ulbricht) — группа немецких политиков-коммунистов во главе с Вальтером Ульбрихтом, восстанавливавшая общественную жизнь и самоуправление в Берлине в первые послевоенные дни мая 1945 года. Группа состояла из деятелей Коммунистической партии Германии, оказавшихся в эмиграции в СССР.
Так называемая «первая группа Ульбрихта» вылетела в Германию из Москвы через Минск одновременно с отдельной группой из десяти военнопленных-антифашистов 30 апреля 1945 года. После приземления на аэродроме под Мендзыжечем группа на грузовике была доставлена в Брухмюле в 30 км восточнее Берлина, где находился политический штаб армии маршала Жукова. Задача группы состояла в поддержке Главного политического управления 1-го Белорусского фронта с тем, чтобы население Советской зоны оккупации Германии сотрудничало с советской военной администрацией. Группа приступила к работе 2 мая 1945 года и закончила её в начале июня с прибытием из Москвы основной группы партийных деятелей во главе с Вильгельмом Пиком. За это время группой была налажена работа органов самоуправления в Большом Берлине, назначены обер-бургомистр Берлина и бургомистры районов, налажено продовольственное снабжение города, запущена работа Берлинского радио. После учреждения КПГ 11 июня 1945 года группа была распущена, а её члены перешли на работу в ЦК КПГ. До 1955 года в ГДР о существовании группы Ульбрихта умалчивалось, чтобы не афишировать влияние СССР. По принципу группы Ульбрихта были организованы региональные группы Антона Аккермана в Саксонии и Густава Соботки в Мекленбурге.

## Состав группы Ульбрихта
- Вальтер Ульбрихт (1893—1973) — руководитель группы, впоследствии первый секретарь ЦК СЕПГ и председатель Государственного совета ГДР
- Фриц Эрпенбек (1897—1975) — писатель, сотрудник радиостанции «Свободная Германия» в Москве
- Карл Марон (1903—1975) — редактор газеты «Свободная Германия», впоследствии заместитель главного редактора газеты Neues Deutschland и министр внутренних дел ГДР
- Ганс Мале (1911—1999) — редактор немецкой редакции Московского радио, впоследствии главный редактор Schweriner Volkszeitung
- Вальтер Кёппе (1891—1970) — впоследствии управляющий директор Архитектурной академии ГДР и сотрудник министерства тяжёлого машиностроения ГДР
- Рихард Гиптнер (1901—1972) — секретарь Георгия Димитрова, редактор радиостанции «Немецкое народное радио» в Москве, руководитель главного отдела по капиталистическим странам МИД ГДР
- Вольфганг Леонгард (1921—2014) — выпускник школы Коминтерна в Кушнаренкове и диктор радиостанции «Свободная Германия», в 1949 году бежал из Советской зоны оккупации Германии в Югославию, советолог
- Отто Винцер (1902—1975) — руководитель личной канцелярии президента ГДР, министр иностранных дел ГДР
- Густав Гунделах (1888—1962) — редактор и диктор «Немецкого народного радио» в Москве, депутат бундестага первого созыва от КПГ
- Отто Фишер (1901—1974) — технический секретарь

## Региональная группа в Саксонии
- Антон Аккерман (1905—1973) — руководитель группы, впоследствии заместитель министра иностранных дел ГДР
- Герман Матерн (1893—1971) — впоследствии член Политбюро ЦК СЕПГ и председатель Центральной комиссии партийного контроля
- Фред Эльснер (1903—1977) — личный секретарь Вильгельма Пика, впоследствии член Политбюро ЦК СЕПГ
- Курт Фишер (1900—1950) — впоследствии глава Немецкой народной полиции
- Генрих Грайф (1907—1946) — немецкий актёр
- Петер Флорин (1921—2014) — впоследствии постоянный представитель ГДР при ООН
- Франц Грейнер
- Эгон Дрегер (1899—1970)
- Артур Гофман (1907—1987)
- Георг Вольф (1882—1968)

## Региональная группа в Мекленбурге
- Густав Соботка (1886—1953) — руководитель группы, впоследствии сотрудник министерства тяжёлой промышленности ГДР
- Готфрид Грюнберг (1899—1985) — впоследствии министр народного образования Мекленбурга
- Вилли Бредель (1901—1964) — немецкий писатель
- Антон Свиталла (1896—1970) — впоследствии генерал-майор МВД ГДР
- Фриц Каман (1896—1978)
- Карл Рааб (1906—1992) — впоследствии руководитель финансового управления ЦК СЕПГ
- Оскар Штефан
- Герберт Генчке (1919—1991)
- Вальтер Офферман
- Бруно Шрамм (1894—1959)